# جيم كامينز
جيم كامينز (بالإنجليزية: Jim Cummins)‏ هو صحفي ومصور أمريكي، ولد في 1944 في هارلم في الولايات المتحدة.